# Kirkbize
Kirkbize nebo Qirqbize (arabsky قرقبيزه ) je zaniklá raně byzantská osada v oblasti Zaniklých sídel na severozápadě Sýrie. Má zvláštní význam pro historii raného křesťanství, protože obsahuje pozůstatky druhého nejstaršího dochovaného domovního kostela po Dura Európos; kirkbizský je z počátku 4. století.

## Popis
Kirkbize se nachází v nadmořské výšce téměř 700 metrů v guvernorátu Idlib v odlehlé kopcovité oblasti ve středu západní části severosyrského vápencového masivu, nedaleko tureckých hranic. Zdejší odlehlé vysočiny nyní obývají převážně Drúzové, kteří na nepříliš úrodné půdě pěstují obilí a chovají ovce.
Ruiny domů se rozprostírají na mírně svažitém skalnatém terénu mezi olivovými háji, které jsou rozděleny kamennými zídkami. Převážně drobné a jednoduché stavby z velkoformátových pečlivě tesaných vápencových kvádrů jsou zčásti zachovány až po štít a ve výšce druhého patra. Místo bylo osídleno od římských dob minimálně do 7. století. Howard Crosby Butler je prozkoumal v roce 1899, George Tchalenko vedl vykopávky od roku 1939 až do roku 1971.

## Kostel
Kostel je původem severosyrská venkovská obytná budova z římských dob, nejspíše z 2. století. Má půdorys protáhlého obdélníku a měla dvě místnosti, které byly spojeny dveřmi a každá měla vstup z dlouhé jižní strany. K této straně byl přistaven portikus podepřený sloupy nebo pilíři. Sedlová střecha, postavená z dřevěných trámů, měla podobu jako u řeckého chrámu. Raní křesťané se zpočátku shromažďovali v soukromých domech, které pak přeměnili na domácí kostely (domus ecclesiae). Zde byla nejprve odstraněna příčka mezi obývacím prostorem a spíží, čímž vznikla větší místnost. Byla orientována na východ, jak bylo zvykem i u pozdějších církevních staveb.

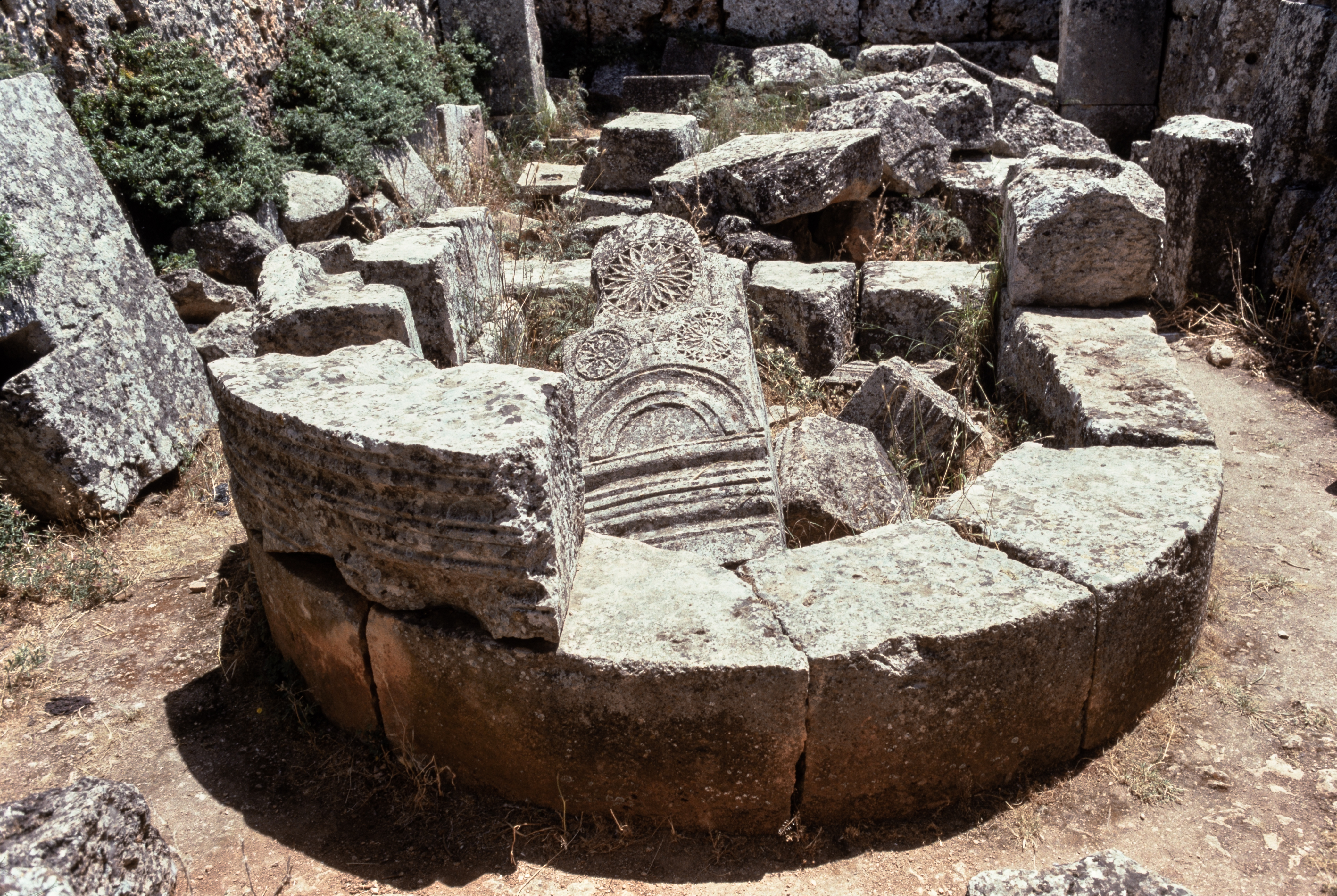
Bema kostela

Nejstarší domácí kostel Dura Európos, který byl přestavěn kolem roku 232, vznikl stejně jako kirkbizský sloučením obytných a přilehlých místností. Tamní městský dům z nepálených cihel s centrálním atriem měl uvnitř dlouhou obdélníkovou modlitebnu, ale teprve kostel v Kirkbize získal architektonickou podobu sálového kostela, z něhož se v oblasti Zaniklých měst vyvinula vícelodní bazilika.
Ve východní části domu o rozměrech 15 × 7,5 metru bylo zřízeno pódium pro oltář a později přistavěn vítězný oblouk typický pro apsidu. Na západ od středu místnosti byla vybudována bema, vyvýšená plošina se sedadly pro 14 osob, na níž duchovní seděli během bohoslužby slova. V Kirkbize tedy již došlo k prostorovému oddělení laiků a duchovních.
V jižní stěně byly dva vchody, zbývající strany byly uzavřeny. Okna byla obdélníková, nebyla zde střešní římsa. Ve druhé stavební fázi byl před jižní stěnu přistavěn sloupový portikus. Z něho se zachovaly čtyři hlavice, pocházející z konce 5. nebo 6. století.